# 東経66度線
東経66度線（とうけい66どせん）は、本初子午線面から東へ66度の角度を成す経線である。北極点から北極海、ヨーロッパ、アジア、インド洋、南極海、南極大陸を通過して南極点までを結ぶ。東経66度線は、西経114度線と共に大円を形成する。

## 通過する地域一覧
東経66度線は、北極点から南極点まで南に向かって以下の場所を通っている。
| 地理座標                                             | 国土・領土・領海 | 備考                                                                |
| ---------------------------------------------------- | ---------------- | ------------------------------------------------------------------- |
| 北緯90度0分 東経66度0分 / 北緯90.000度 東経66.000度  | 北極海           | グレエムベル島（ ロシア・ゼムリャフランツァヨシファ）のすぐ東を通過 |
| 北緯81度0分 東経66度0分 / 北緯81.000度 東経66.000度  | バレンツ海       |                                                                     |
| 北緯76度44分 東経66度0分 / 北緯76.733度 東経66.000度 | ロシア           | セヴェルヌィ島（ノヴァヤゼムリャ）                                  |
| 北緯75度56分 東経66度0分 / 北緯75.933度 東経66.000度 | カラ海           |                                                                     |
| 北緯69度5分 東経66度0分 / 北緯69.083度 東経66.000度  | ロシア           |                                                                     |
| 北緯54度37分 東経66度0分 / 北緯54.617度 東経66.000度 | カザフスタン     |                                                                     |
| 北緯42度56分 東経66度0分 / 北緯42.933度 東経66.000度 | ウズベキスタン   |                                                                     |
| 北緯38度13分 東経66度0分 / 北緯38.217度 東経66.000度 | トルクメニスタン |                                                                     |
| 北緯37度27分 東経66度0分 / 北緯37.450度 東経66.000度 | アフガニスタン   |                                                                     |
| 北緯29度47分 東経66度0分 / 北緯29.783度 東経66.000度 | パキスタン       | バローチスターン州                                                  |
| 北緯25度25分 東経66度0分 / 北緯25.417度 東経66.000度 | インド洋         |                                                                     |
| 南緯60度0分 東経66度0分 / 南緯60.000度 東経66.000度  | 南極海           |                                                                     |
| 南緯67度43分 東経66度0分 / 南緯67.717度 東経66.000度 | 南極大陸         | オーストラリア南極領土（ オーストラリアが領有権主張）               |